# 間人ガニ

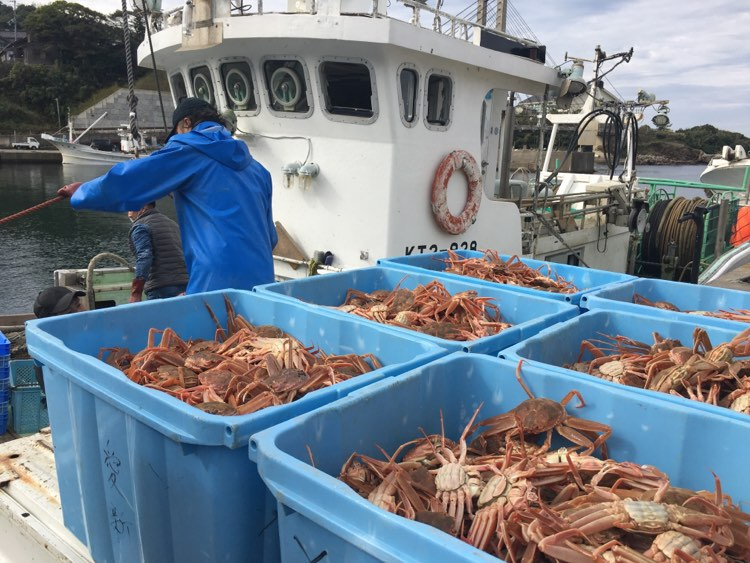
間人港にて、蟹水上げの様子

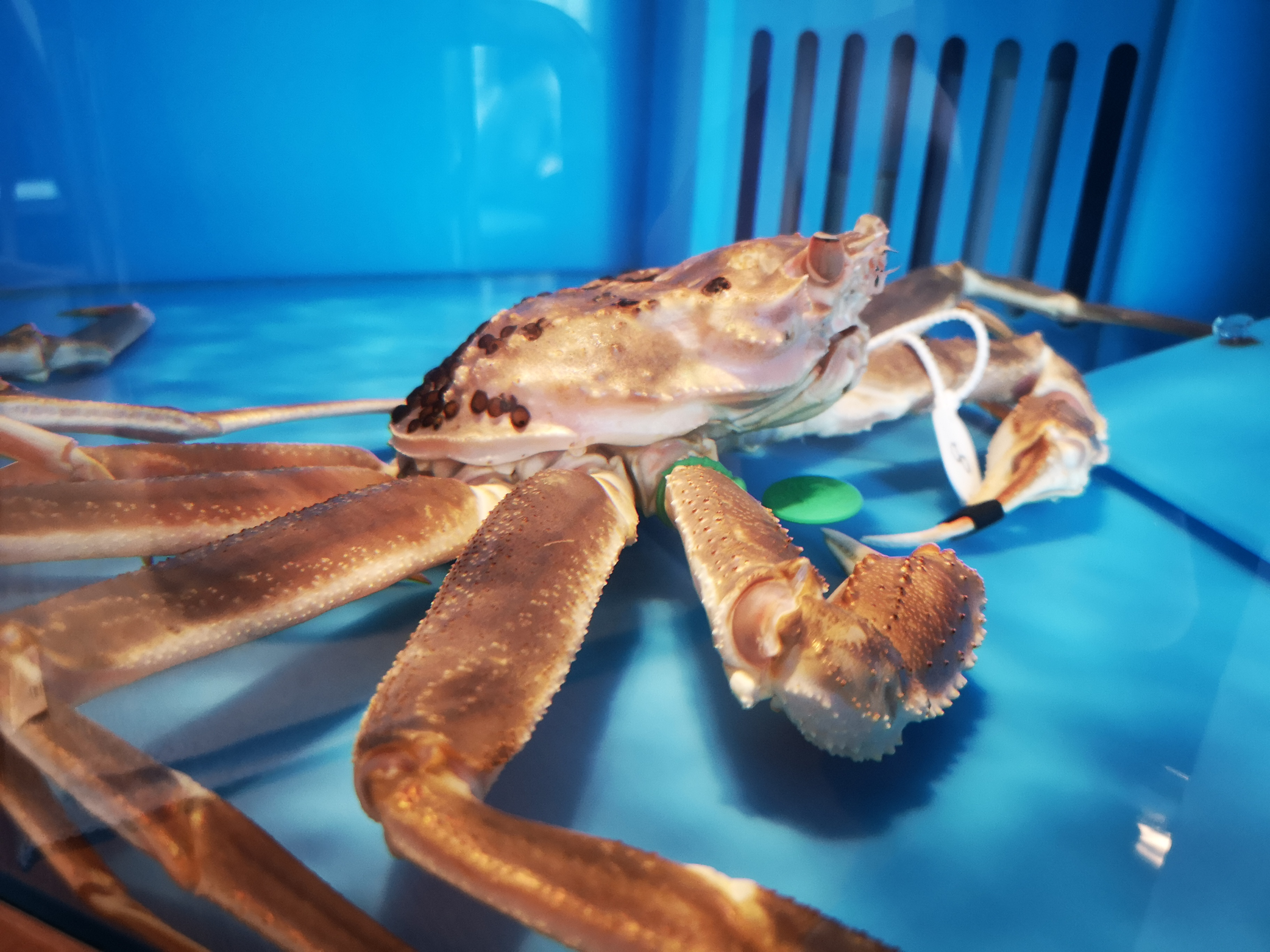
間人ガニ

間人ガニ（たいざガニ）は、京都府京丹後市丹後町の間人漁港で水揚げされるズワイガニのブランド。地域団体商標（2006年）。
日帰りの小型船5隻でのみ漁獲されるため、他の漁港で水揚げされるズワイガニと比べても鮮度に優れ、生食できる唯一のズワイガニとして珍重されるが、希少価値が高く入手困難なため「幻のカニ」と称される。

## 特徴

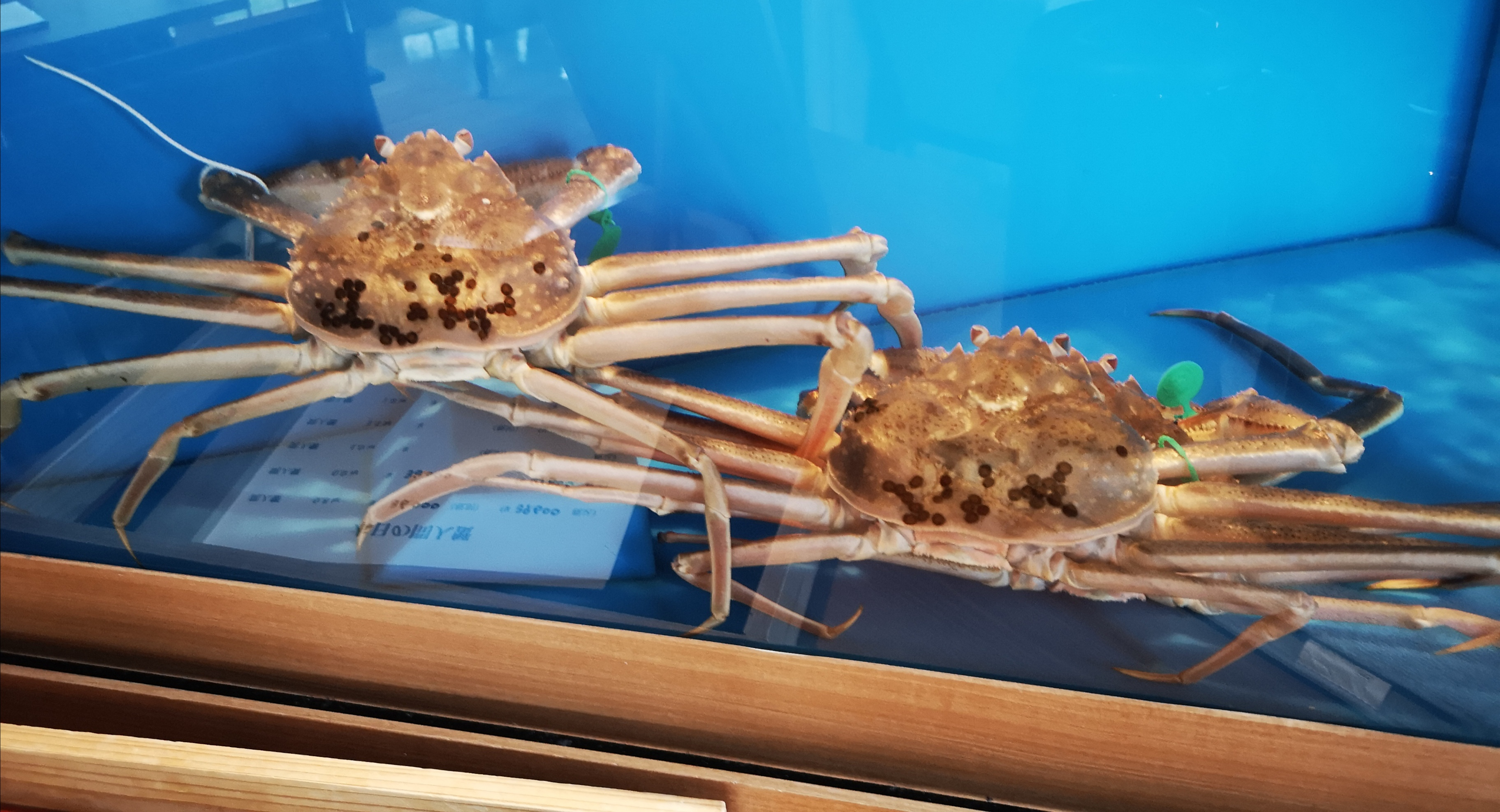
緑のタグ付き間人ガニ

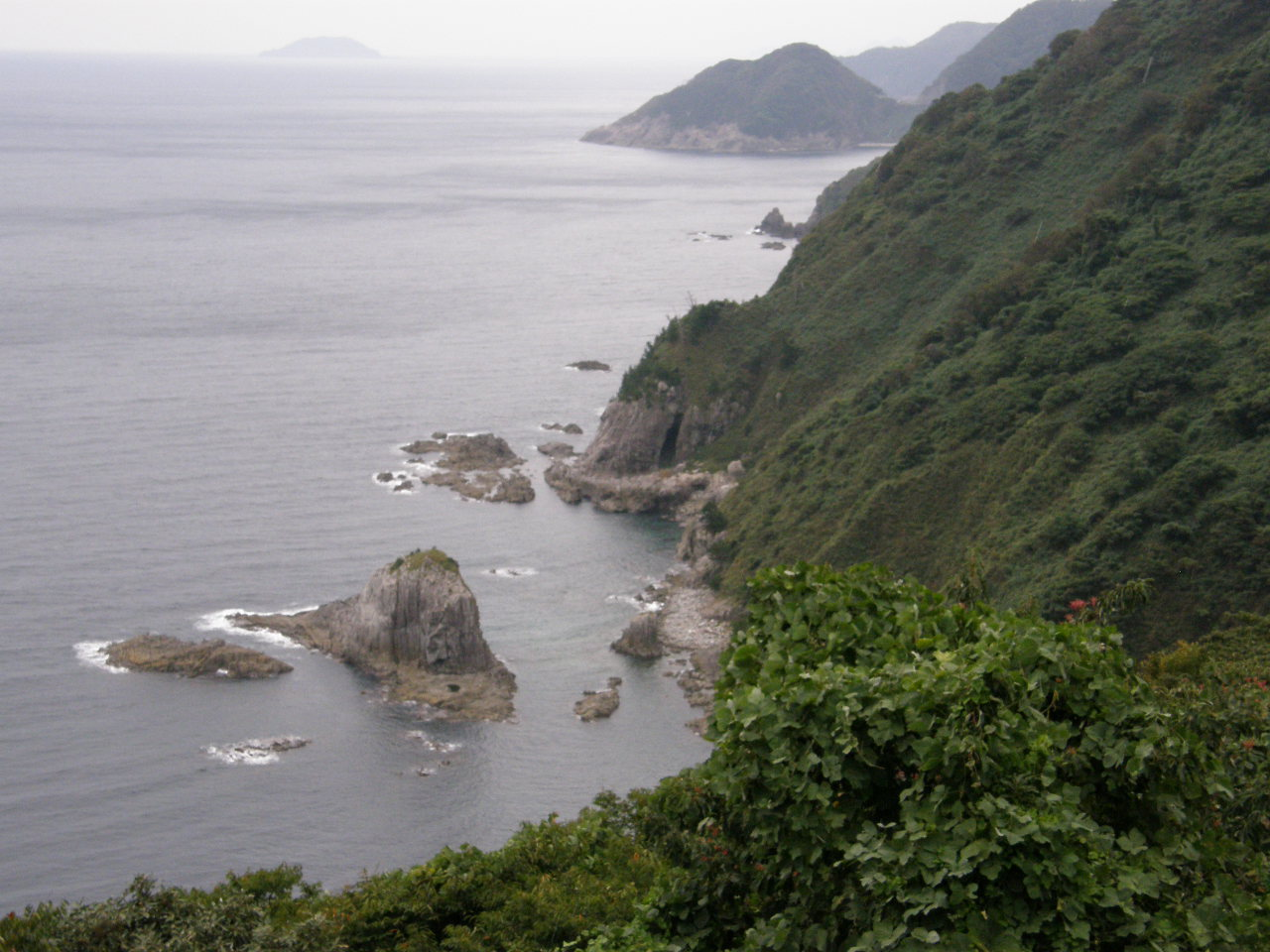
経ヶ岬の沿岸部

経ヶ岬の沖合い約20～30キロメートル、深海部が陸棚となった水深約230～300メートルが、間人ガニの漁場であり、漁は小型船による日帰り操業を基本とするため漁獲量は少なく、年間20トン程度。
間人漁港の沖合い約30キロメートルには魚礁がなく、カニが生息する深海300m以下の海層は溶存酸素量が多く、1年を通して水温が0℃〜1℃に保たれた日本海固有水と呼ばれる水塊となっている。良質なプランクトンが生息する泥地地帯が広がるこの特殊な生育環境と、1980年代以降の京都府による徹底した資源管理により、他の地域で流通するズワイガニよりも、大きく身が詰まっているのが特徴で、日本で水揚げされるズワイガニのなかでも最上級の品質をもつブランド蟹である。漁場から漁港までが片道2～3時間と近く、日帰り漁でのみ漁獲される鮮度の良さも、その理由のひとつで、生産者・流通業者の厳しい選別によってさらに高い品質を維持する。生食でも提供可能なズワイガニとして知られ、一般に大きいものほど美味。かつて間人を旅行した文人らがその味を讃え、「間人蟹を食わずに死ぬのは人生の損失」という言葉がある。
1988年（昭和63年）にブランドを示す緑色のタグが導入され、他産地との差別化が図られた。漁獲した船上で漁師自ら個体別に確認したうえで「たいざガニ」の文字と船名が刻印された緑のタグを取り付ける。さらに、大きさ・身詰まり・重さ・キズの有無・色つや・形・成長度合いなど、約50のチェック項目で選別したうえで、間人漁港内にある「間人漁港衛生管理型荷捌所」で競りにかけられる。2006年（平成18年）に、カニ産地としては全国で初めて地域団体商標に登録された。
価格は大きさにより異なるが、生1万4000円～2万8000円、特に上質な場合は1杯5万円を超えることもある。2020年（令和2年）の初競りでは5杯で38万円の最高値を付け、初日の漁獲量が例年より少なかった2021年（令和3年）の初競りでは5杯で70万円の過去最高値が付いた。

## 歴史

### 間人の漁業
間人の漁業者が所属する丹後町漁業協同組合（現・京都府漁業協同組合丹後支所）の構成員は、2003年（平成15年）時点で338名（正・准組合員）で、このうちカニ漁に携わる間人底曳網組合は5名（5隻）・船員30名である。第二次世界大戦直後には18隻の底引網漁船があったが、1980年（昭和55年）には6隻となっており、昭和中後期の機業や観光（民宿）業への転向でその数を大きく減らした。2000年代以降は2023年（令和5年）現在まで5隻の底曳網漁船（沖底2隻、小底3隻）と小規模ながらその規模は維持されてきた。底曳網漁船が管内の水揚げ数量・金額に占める割合は2006年（平成18年）時点で数量63パーセント、金額71パーセントであり、間人地域の主力を担っている。6～8月の禁漁区を除く9ヵ月の出漁で主にカレイ類等の魚類を獲り、11月6日～3月20日まではカニ漁を行う。年間264トンの水揚げのうち、ズワイガニの漁獲量は約50トンと20パーセント弱であるが、水揚げ金額では約60パーセントを占め、間人ガニは間人底曳網漁業の基幹となっている。

### 1980年代～1990年代 増殖保護区の設定
1980年（昭和55年）4月に『あるく みる きく』158号に掲載された宮本常一の論考「奥丹後の海」によれば、この当時の間人でカニ漁を行っていた漁船は6隻あったが、解禁1週間を過ぎると鳥取漁港などから出漁してくる大型の底引網漁船にカニを攫われてしまい、まったく獲れなくなったという。京都府のズワイガニ漁獲量は、1964年（昭和39年）は369.4トンだったが、1980年（昭和55年）には58.6トンまで減少した。
1983年（昭和58年）、有人潜水調査船「しんかい2000」によって、世界で初めてズワイガニの交尾が京都府沖合で確認された。1988年（昭和63年）、京都府はその周辺海域の6カ所、総面積約68平方キロメートルを増殖保護区として指定し、底曳き漁具の使用を禁止した。重量13トン、1辺3.25メートルの立方体ブロックを250メートル間隔で漁礁に沈め、カニの孵化や生育に適した環境を整えるとともに、物理的に底曳網漁を不可能にしたものである。保護区の規模は、概ね1辺が2キロメートルとされるズワイガニの群れの大きさに合わせて設定され、小さいもので4平方キロメートル、大きいものでは14平方キロメートルとなっている。ズワイガニは性別により主に生息している水深帯が異なり、また、成熟段階の異なるカニは同じ水深帯でも別々に群れをつくる習性があることから、交尾が確認されたポイントの他にも、若齢ガニや水ガニが多い場所や幼生がふ化する場所など、漁場に複数個所の保護区を作ることですべての生育段階のカニを保護することを狙った。
こうした取り組みにより、1990年代後半には保護区周辺海域で成熟した雄のズワイガニがよく獲れるようになった。底曳きを行わないことで、カニの餌となる海底の動物相が安定した影響とみられる。

### ブランド化の経緯

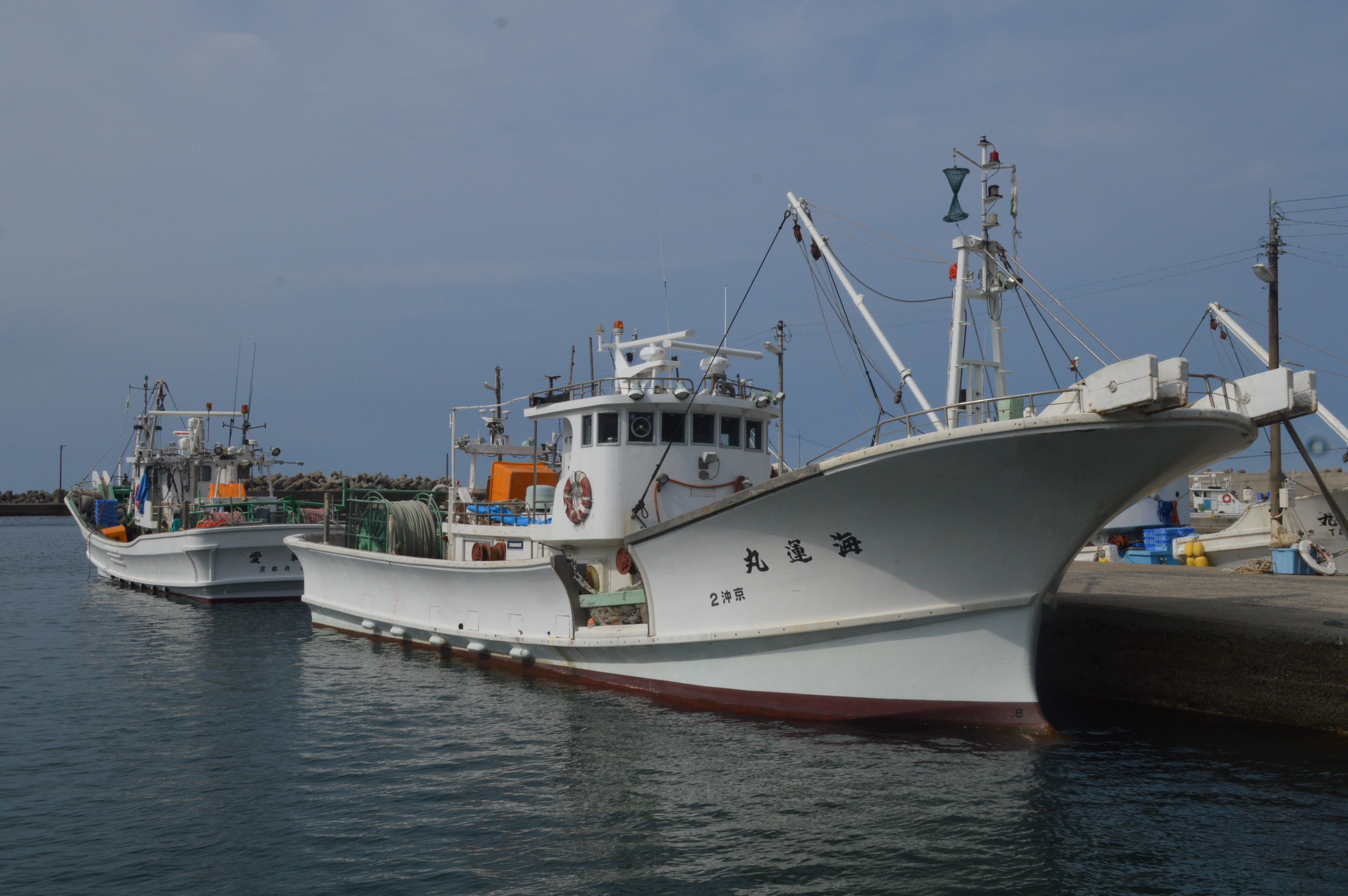
間人ガニ漁を行う漁船（間人漁港）

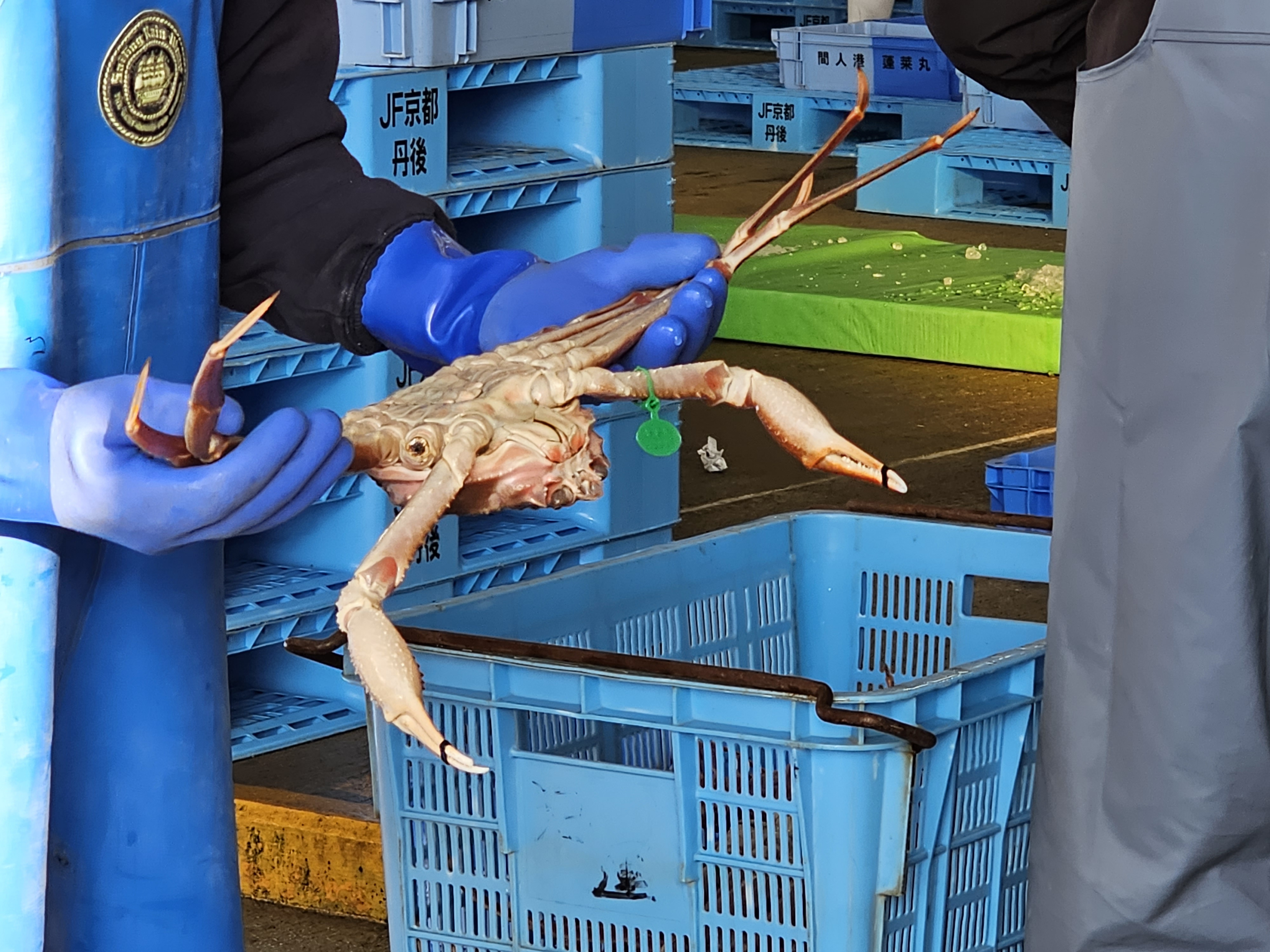
間人ガニの選別

昭和戦前以前の間人の漁業で、特にカニに言及した文献は見当たらない。冬期の主たる魚種であるズワイガニは、地場産業の丹後ちりめんが全盛を極めた昭和40年代頃には機屋が京都室町に送るお歳暮として活用されるようになり、仲買業者と底曳網業者は最上級のズワイガニを提供できるようそのブランド化に努めた。間人ガニは他産地に比べて漁場が近く日帰り操業であることから、仲買業者も漁業者も鮮度と品質の良さには格別の自信を持っていたが、当時の市場では「越前ガニ」として一緒くたに販売されていた。この状況に不服を抱いた仲買人たちは、1977年（昭和52年）から1980年（昭和55年）頃まで「間人ガニ」として京都中央市場に売り込み、手ごたえを得ていたという。
しかし、乱獲により漁獲量が減少傾向を示し資源保護が大きな課題となっていたことに加え、1985年（昭和60年）頃には地元旅館や民宿などでは安価な輸入ガニが大量に出回り、間人ガニの需要は減少した。前述の増殖保護の取り組みと並行して、輸入物との一層の差別化と価格向上の必要に迫られたことにより、間人底曳網組合は1990年（平成2年）頃には所属する漁業者に統一で徹底した選別による品質管理を求め、選別方法の確立に努めた。オス蟹こと間人ガニは15～20段階の選別、メス蟹ことコッペガニは30～40段階の選別を経て競りに出されることとなり、競りの順番も良いカニから優先的にセリ場に並べるよう改善された。また、元々日帰り操業のため鮮度は抜群とされる間人ガニをより一層の高鮮度で流通させるべく、1995年（平成7年）には全船に冷海水装置を導入し、競り直前まで鮮度を保った活きガニを保管するようになった。
2002年（平成14年）には丹後町が費用の半額を補助し、漁協にズワイガニ出荷調整施設が整備され、天候に左右されず活き蟹を安定供給できるようになった。鮮度をより高く保持するための工夫はその後も様々に手を尽くされ、2018年（平成30年）には漁船「蓬莱丸」が、間人に本店を置く海産物卸売会社の平七水産と共同で、捕獲後のカニに、より負荷をかけず鮮度を保つための超微細気泡装置マイクロナノバブルを漁船内のいけすに設置した。視認できないレベルの小さな気泡がゆっくり上昇し、水中に溶解する仕組みで、魚介類の状態を良好に維持する機能があることが試験導入で確認されている。
20世紀後半、安価な輸入ガニとの差別化を課題としていたのは他産地も同様であった。1997年（平成9年）、福井県の越前町漁協が地元産のオスのズワイガニに産地名を記したブランドタグを導入したことをうけ、間人漁協はじめ京都府内の漁業関係者らでも協議の結果これを導入することとし、1998年（平成10年）11月末から間人ガニにもブランドタグが装着されることになった。このタグに記載する産地名は当初「間人ガニ」と表記していたが、翌年に改良して以後は「たいざガニ」と表記する。タグを装着したことはマスコミ報道などに注目を集め、この頃より間人ガニの知名度は大きく向上したと考えられている。地元旅館等では予約時に間人ガニを指定する客が増え始め、冷凍の輸入ガニを扱っていた旅館等でも間人ガニを提供するようになり、それを売り言葉とした。1990年代は同様にズワイガニの水揚げを行う近隣の3地域より下回っていた間人ガニの平均単価は、2000年代以降はどの地域よりも高値で推移している。

### 特産品としての発展

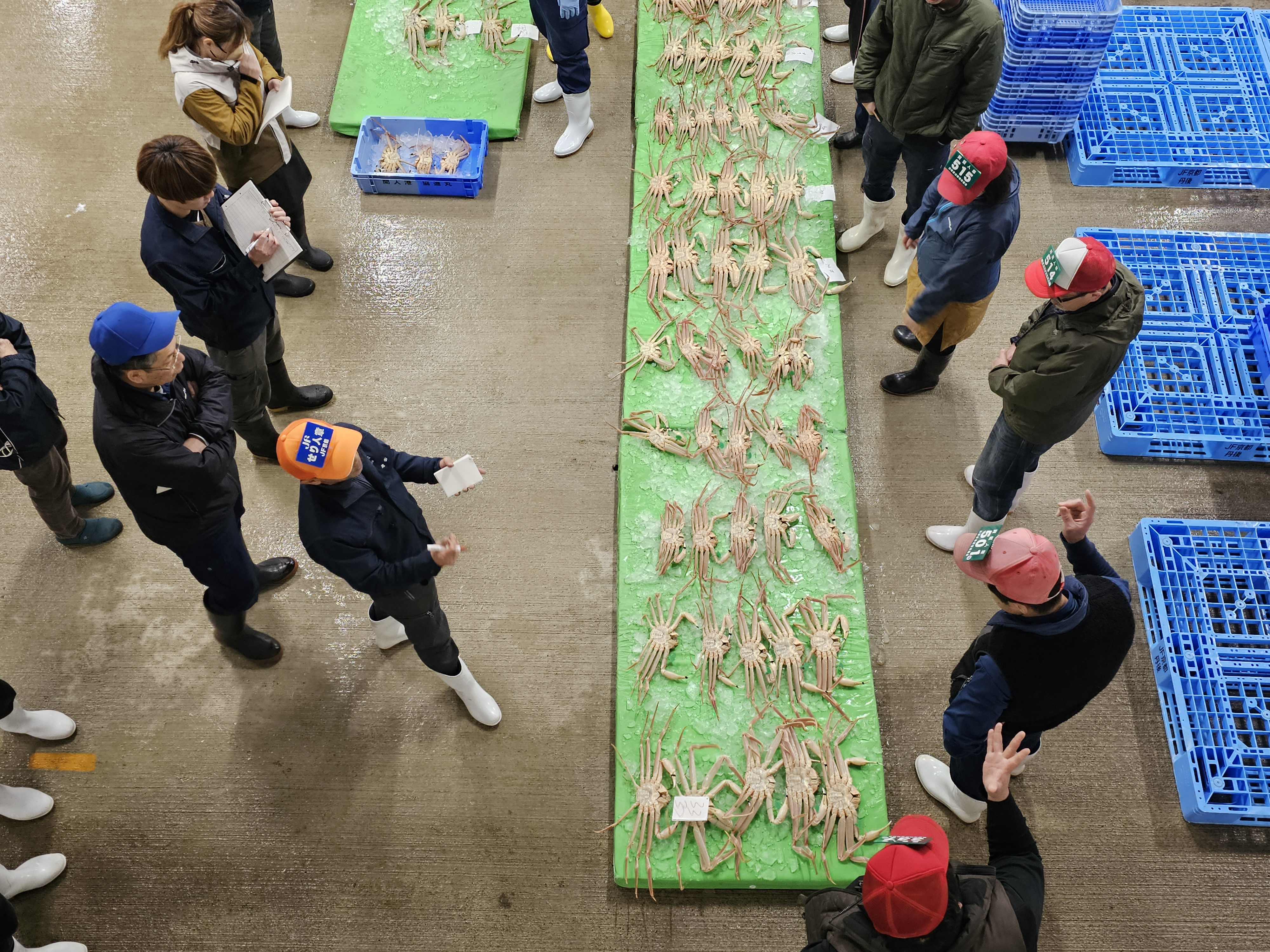
間人ガニの競り

お歳暮など贈答品としても重宝された間人ガニは、ブランドタグ導入により全国的な知名度を獲得する以前より、京都市までの距離が最短の浜であることから鮮度の良さが生む香りと味は格別とされてきた。そのため、1993年（平成5年）頃の祇園丸山では、間人で漁を営む漁船と直取引をし、漁獲解禁の11月から取り寄せて店で提供した。2004年（平成16年）末には京都生協でも歳暮用に取り扱われるようになり、京都市内の店舗でもPR活動が行われた。2017年（平成29年）頃にも京都の料亭・和久傳などでは、冬になると間人漁港から仲買に間人ガニを運ばせ、主に焼き蟹にして客に供するという。
こうした特産品としての発展は、漁業関係者の取り組みと並行し、観光協会や商工会等が丹後を代表する観光資源として間人ガニを位置づけ積極的なPRを行うようになった影響もある。1990年（平成2年）に間人ガニをPRする冊子が作成され、観光協会や京都駅前などで配布し、1997年（平成9年）には町商工会の看板マスコットとして「コッぺちゃん」が製作された。コッペちゃんは2004年（平成16年）の町村合併後は新たに誕生した京丹後市観光協会のマスコットとなった（後述）。1990年代後半から2000年代には、地元でも街中に間人ガニを中心とした蟹や、魚介類ほか地元の名産品や銘菓を販売する大型の土産物屋が複数開業し、京阪神などからの冬のカニツアーは丹後観光の目玉となった。
メディアでは、1990年（平成2年）に日本テレビ「追跡」で幻のカニ「間人ガニ」として紹介されたのを機に、日本テレビ「どっちの料理ショー」（1998年、2004年）や毎日放送のTVショッピング（2004年）、奈良新聞（2001年）などで紹介された。1994年（平成6年）には宮津市で第1回カニフォーラムが開催され、翌1995年（平成7年）には丹後町で第2回カニフォーラムを開催して間人ガニを含む丹後地域のカニの魅力をPRし、京都府農林水産フェスティバルでの販売（2001年～）や、奈良市での「産地交流フェスタ」などイベントでの販売（2002年～）が行われた。
2006年（平成18年）、カニ産地としては全国で初めて「地域団体商標」登録を認められる。なお、越前ガニで知られる福井県はこの翌年に登録された。
しかし、2020年（令和2年）には「近年、間人ガニの漁獲量が急減している」ことから、京都府内と兵庫県の近海の6漁港から水揚げされたズワイガニのうち特に上質なものを独自の基準で厳選し、「はしうど蟹」として新たにブランド化する動きがあり、「はしうど蟹」を提供する旅館炭平の宿泊プランが「じゃらんアワード2019」で「編集長が選ぶベストプランニング賞」を受賞した。
2022年（令和4年）時点で、間人ガニを漁獲できる漁船は5隻の小型底曳網漁船（「蓬莱丸」「協進丸」「愛新丸」「大有丸」「海運丸」）のみとなっている。また、京丹後市は浅茂川漁港でも小型底曳網漁船「大善丸」1隻がカニ漁を行っており、浅茂川漁港で水揚げされたズワイガニは「大善ガニ（だいぜんがに）」と呼ばれる。間人と同じく日帰り漁であり、鮮度がよい。

### 2010年代～現代 自主規制による漁獲制限

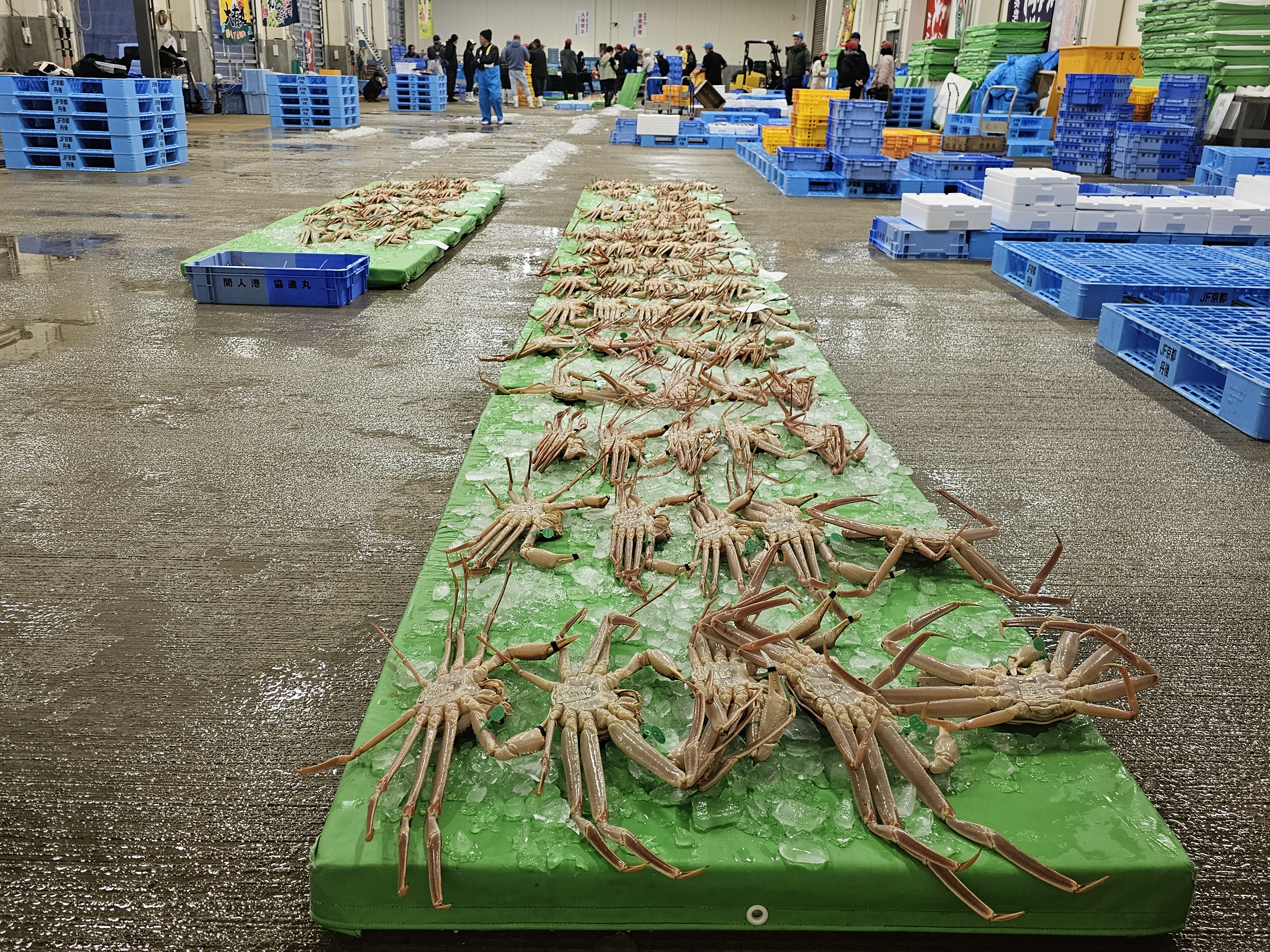
競りを待つ間人ガニ

京都府海洋センターは1991年（平成3年）から毎年9月に丹後半島沖の日本海でズワイガニの資源調査を行っており、漁協はこの調査研究をもとに資源保護に努めている。ズワイガニの漁期は、メスのコッぺガニは11月6日から12月末まで、オスの間人ガニは3月20日まで。その漁期の直前、カニが脱皮を繰り返し成長する時期にあたる秋漁期（9月1日～11月5日）に混獲されて死亡するカニを減らすため、1979年（昭和54年）には漁業者らも自主規制を設けてズワイガニの保護に取り組んできた。2023年（令和5年）現在では水深220～350メートルの広域で底曳網漁の操業を全て禁止しており、1994年（平成6年）以降は春漁期（3月21日～5月31日）にも水深約230～350メートルの範囲で底曳網の操業を禁止している。この春漁期の規制以後、年間のメスガニ生存率は12パーセント向上したことが確認されている。
前述の増殖保護区の設営に加えてこれらの取り組みが功を奏し、1999年（平成11年）のズワイガニの水揚げは約200トンまで回復し、1972年（昭和47年）以来の豊漁を記録した。

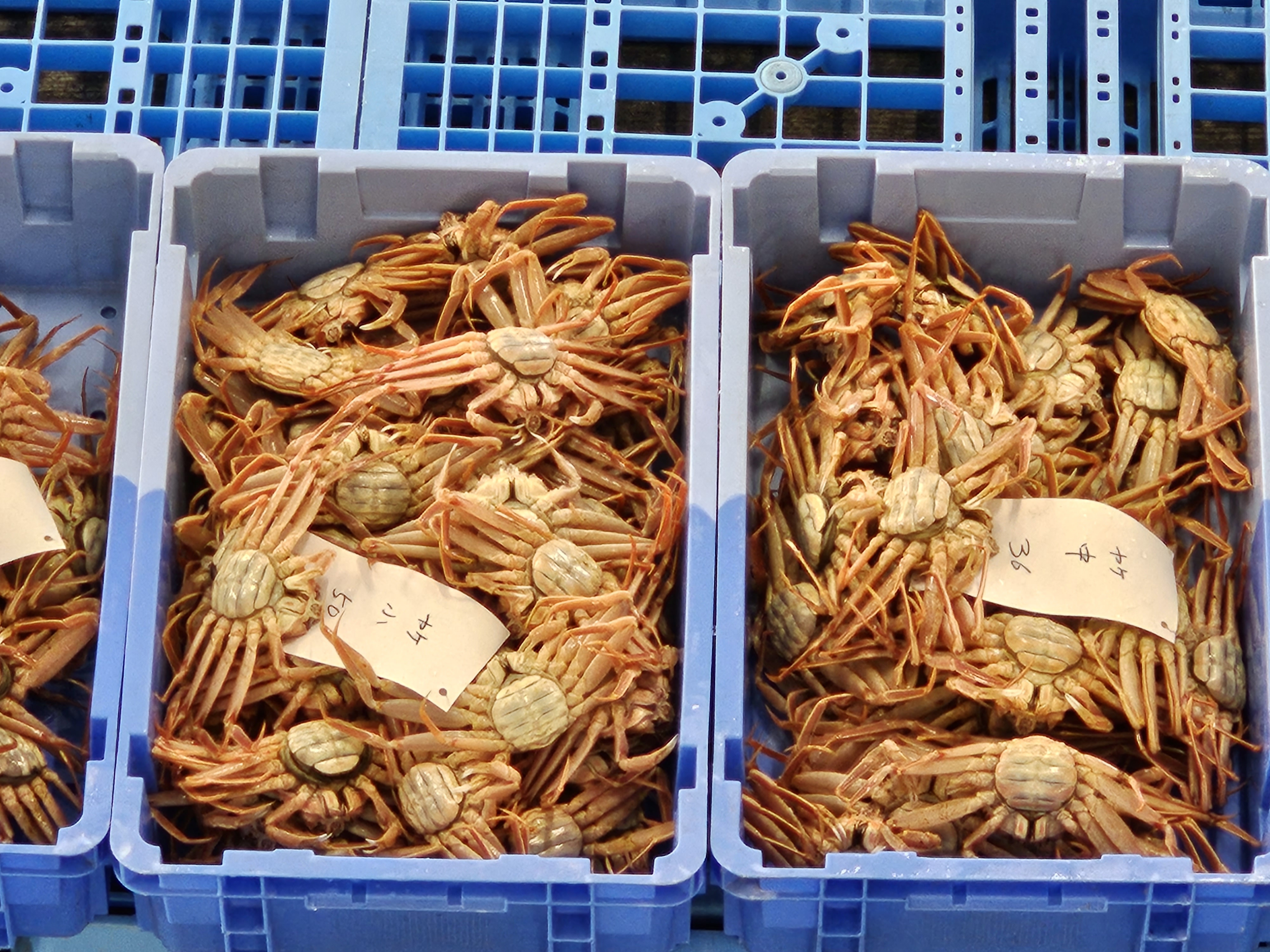
ヤケガニ

漁業者の自主的な増殖保護の取り組みはその後も続けられ、2008年（平成20年）には「水ガニ」と呼ばれる脱皮直後の甲羅が柔らかいオス蟹の水揚げを全面的に禁止した。丹後半島の漁場では、オス蟹（間人ガニ）を優先的に獲ってきたため、受精のうに精子がない未授精卵を多く体内に持つメス蟹（コッペガニ）もいる。甲羅が焼けたような色で見た目が劣るため「ヤケガニ」と呼ばれ、商品価値が下がる。1995年（平成7年）から1996年（平成8年）にかけての漁期は、このヤケガニが多く底曳網に入っていた。水ガニの禁漁は、海域におけるズワイガニの雌雄の数のバランスを保つことが目的だったが、この自粛により甲羅幅13センチ以上の大蟹の割合が高まったことが確認されており、一網あたりの漁獲量も増えた手応えがあるといわれている。
また、漁場を同じくするアカガレイとの混獲を防ぐため、底曳網の改良・開発も行われた。
2023年（令和5年）には、全国で初めて「モモガニ」の水揚げを禁ずる新たな漁獲規制が設けられた。モモガニとは、一見成熟した雄のズワイガニと同じ大きさがあるが、はさみが小さいという特徴があり、翌年も脱皮してさらに大きくなる可能性がある未成熟なオスのズワイガニである。府立海洋センターの試算によれば、甲羅幅9センチメートル以上のモモガニを放流すると5年後には甲羅幅13センチメートル以上の大型で高値で取引されるカニの漁獲量が30パーセント増加し、水揚げ金額も10パーセント増が期待できるとされたことを受けた規制であり、量より質を重視した一層のブランド力の向上が図られている。同時に、メスガニについても甲羅幅7センチメートル未満のものは放流する規制も導入された。

### 産地偽装問題
2024年4月4日、兵庫県の漁港で水揚げされたカニに間人ガニのブランドタグをつけて産地を偽って販売したとして、京丹後市の水産会社の取締役ら2人が不正競争防止法違反の疑いで逮捕された。先述のとおり間人ガニを漁獲できる漁船は5隻のみであり、ブランドタグもこの5隻が管理しているが、水産会社はこのうち1隻から通常よりも高値でカニを買い取る代わりにタグの横流しを受けていた。同月16日にはタグの横流しを行なっていた漁船船主の妻が書類送検され、容疑を認めるとともに15年前からタグの横流しを行なっていたことを明かした。
同年11月の漁解禁に際しては、従来の緑色のブランドタグに加え、水揚げ日、船名といった漁獲履歴を確認できるQRコードと通し番号が記載された白色のプレートを導入し、またタグの使用数と漁獲量を照合するなど再発防止策が導入された。

## 料理法
伝統的には茹でて食する。カニの味の良さは茹でガニで大きく差がわかると言われ、間人ガニは特に身のつまり具合と甘みが他産地のカニとまったく異なるという。この茹でガニの味には湯がく際の時間や塩加減にも左右され、仲買人は間人ガニをよりおいしくするための湯がきの工夫を様々に行っている。間人地域の仲買人は特にこの技術に優れ、兵庫県の津居山など他地区で水揚げされたカニが、間人の仲買人のところに湯がいてほしいと注文されることも少なくない。
20世紀後期以降は刺身、焼きガニ、しゃぶしゃぶ、かにすきなど様々な調理法で食べられており、繊細で穏やかな味わいがするという。コース料理での提供も多く、京都の料亭「和久傳」ではオス蟹（間人ガニ）は主に焼き蟹で提供するが、前菜でメス蟹（コッペガ二）をかぶら蒸しなどで供する。
焼き蟹の調理法は、脚はレアで、蟹爪はミディアムで、胴はしっかり火入れし甘味を引き出す。また、焼きガニは甲羅酒も親しまれる。北海道出身の作家・ 渡辺淳一は間人で焼きガニを食し「カニ料理の王様は生の松葉の炭焼き」と称賛し、「身は白くやわらかく、味はあくまで淡泊で香ばしい。艶めいた絶世の美女のごとき品の良さである」と評している。渡辺は数ある蟹のなかで毛ガニの味が最上だと長年信じてきたが、間人ガニと出会ったことでその自信が根底から覆されたとも語っている。
また、日本料理人の山本征治は「食べ比べるとカニ自体がもつポテンシャルがよくわかる」と、間人ガニをさすがブランドであると絶賛した。

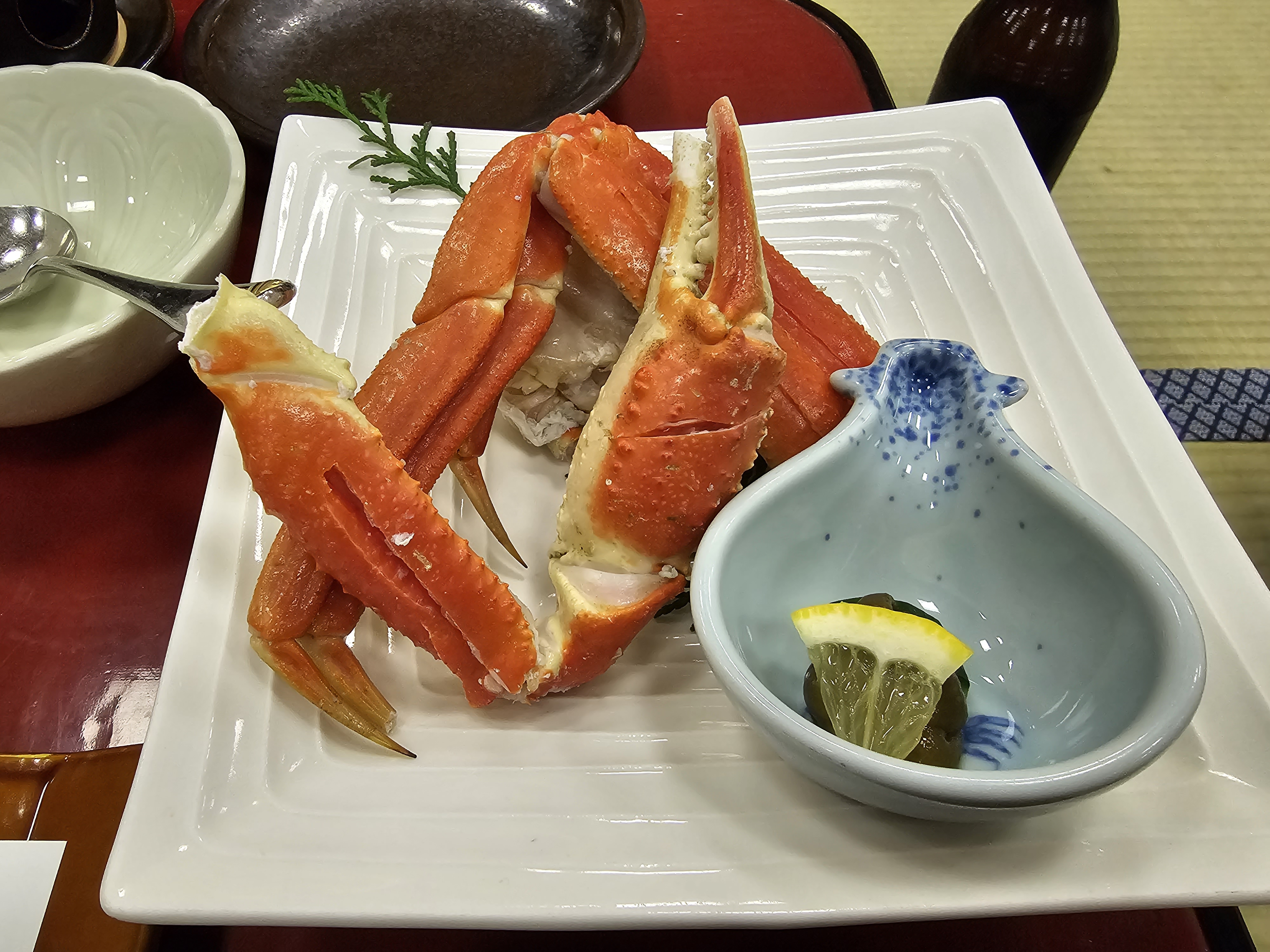
茹でガニ
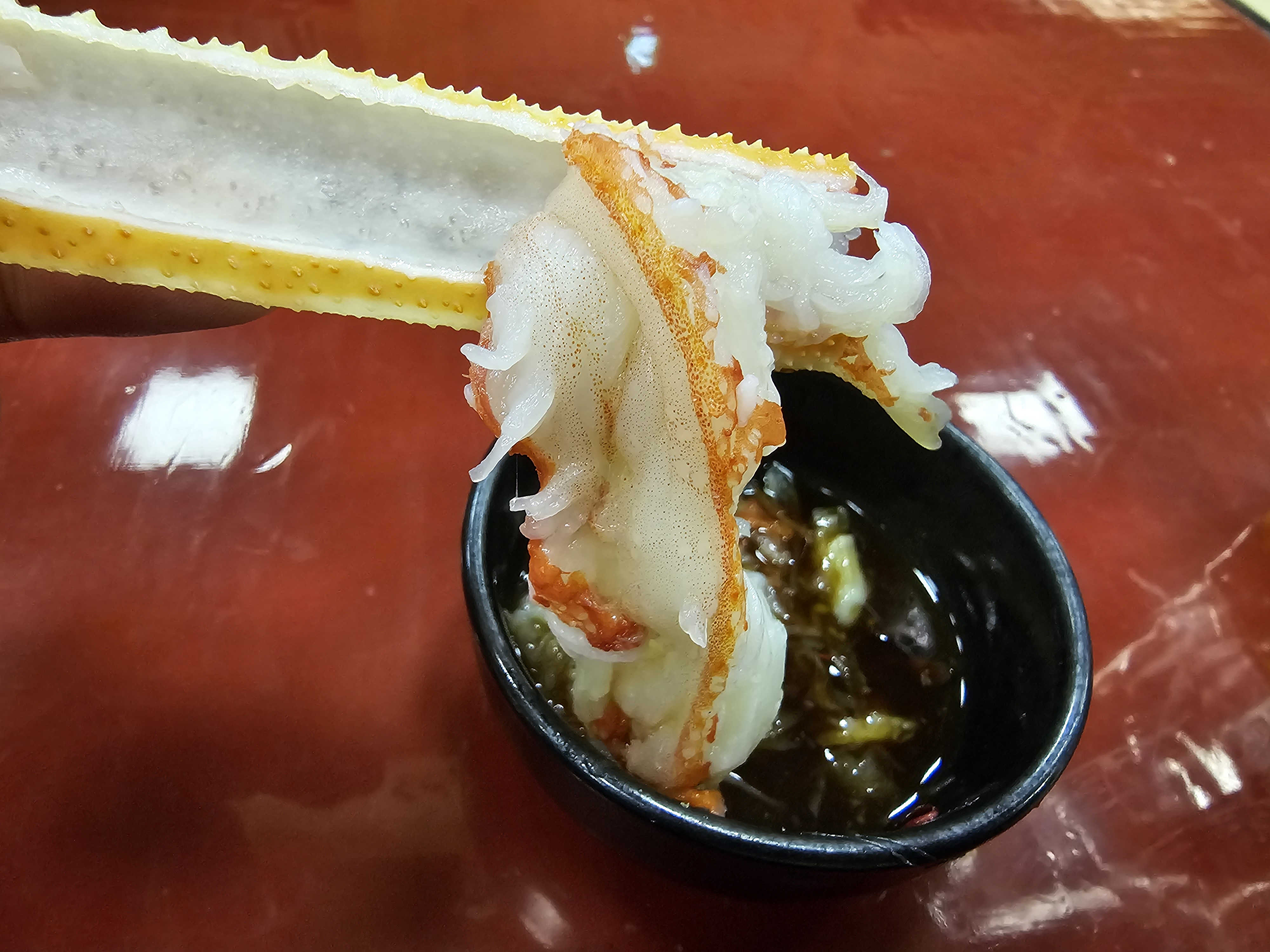
刺し身
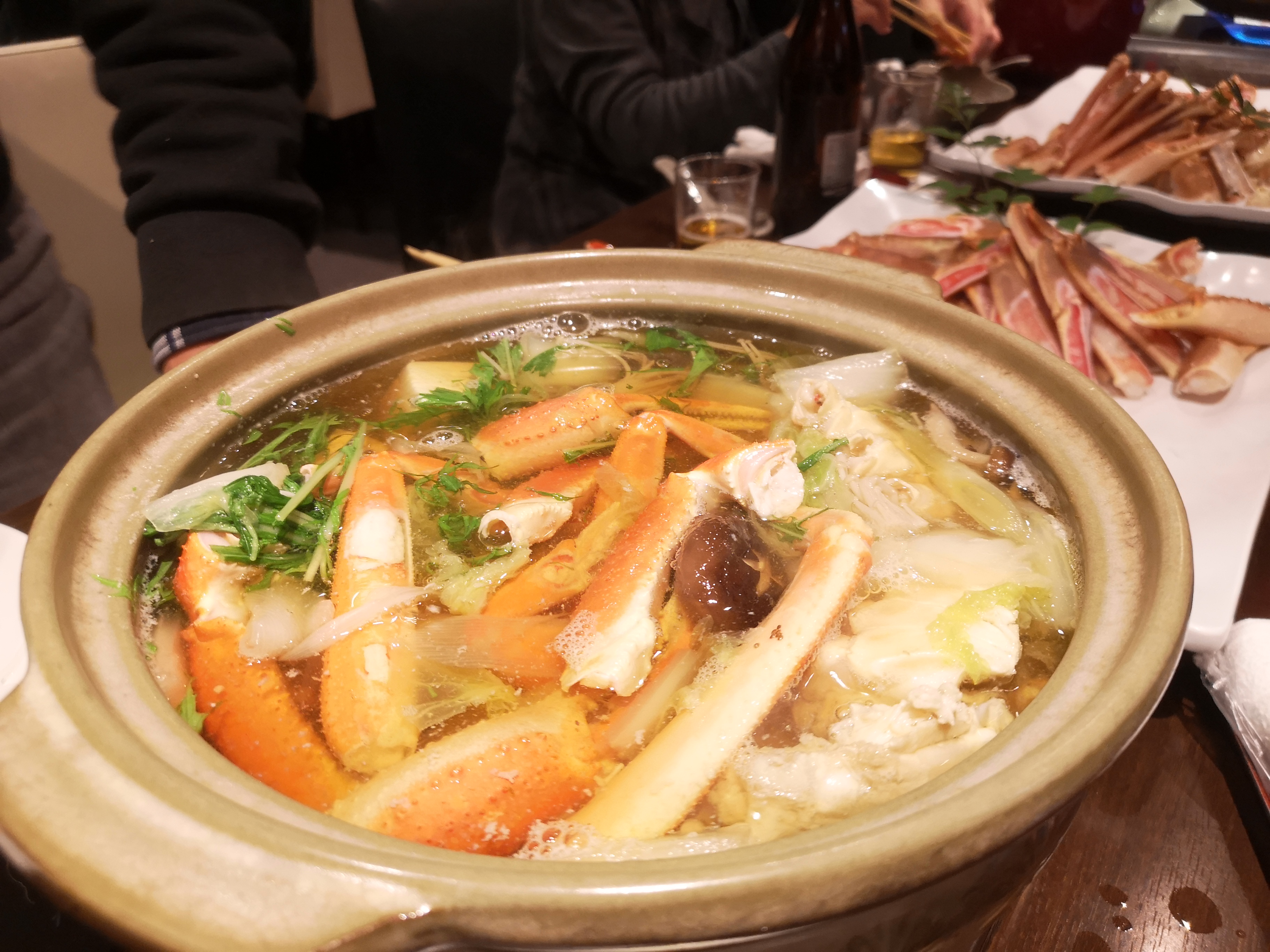
かにすき（カニ鍋）
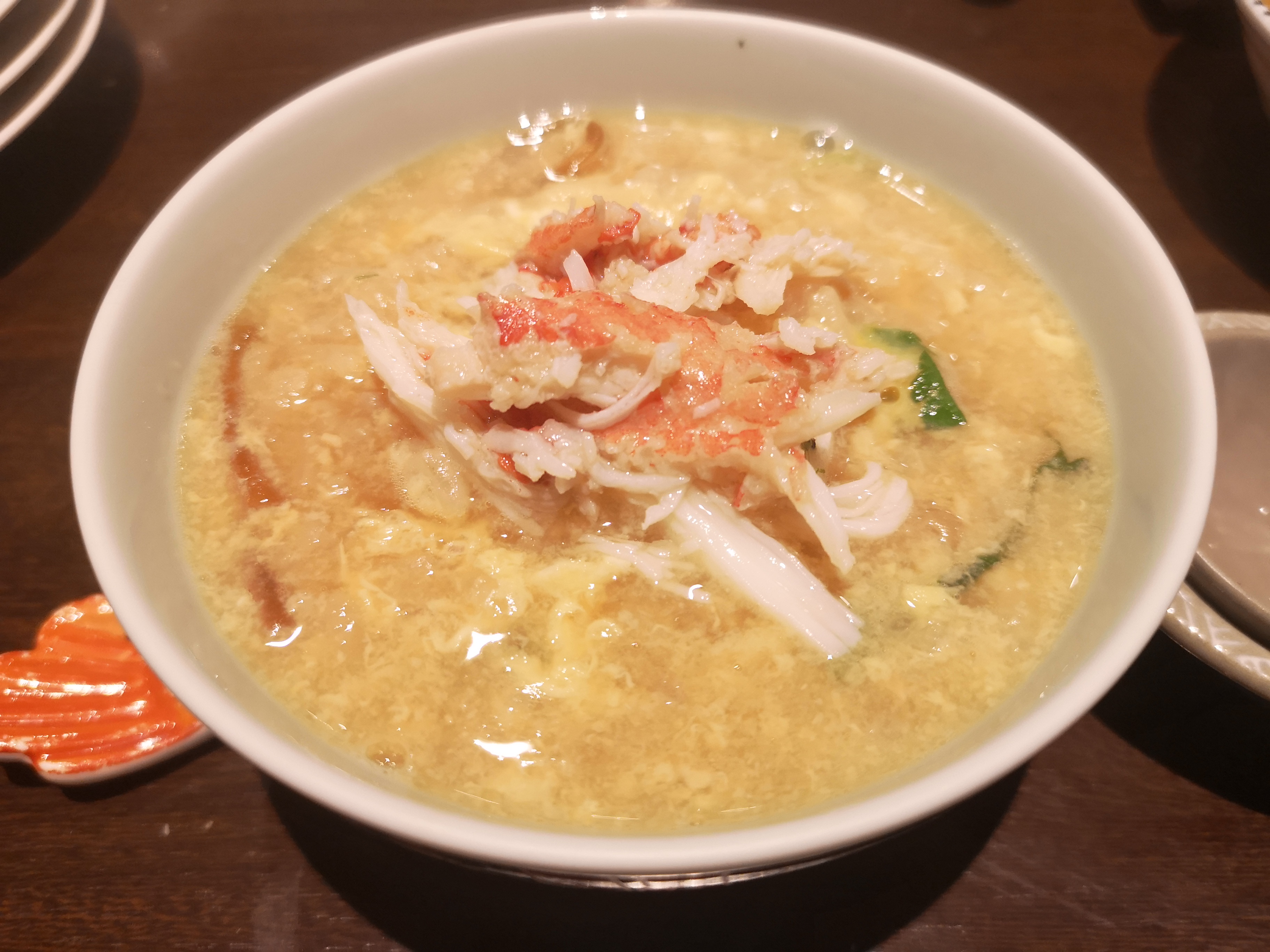
カニ雑炊
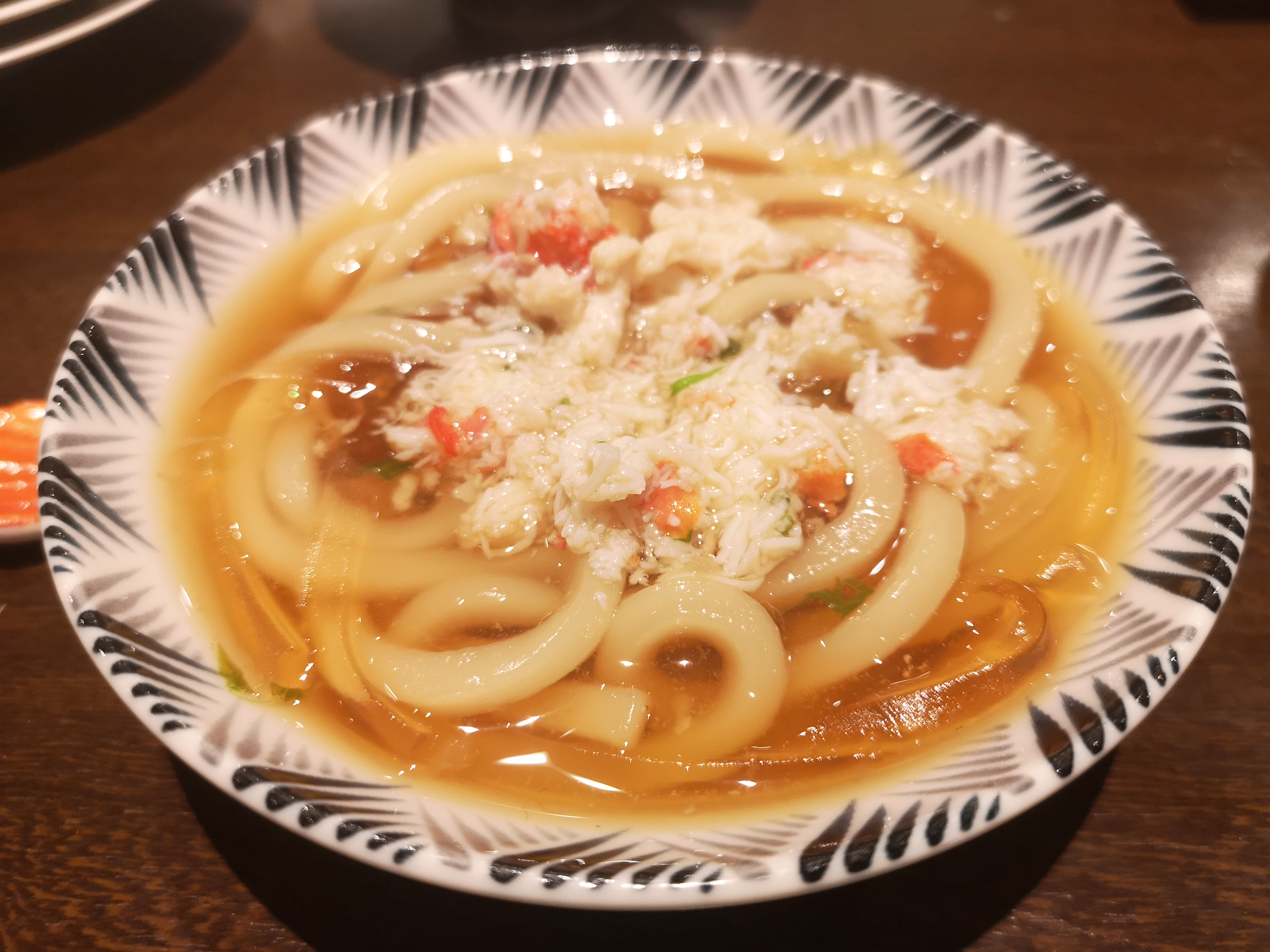
カニうどん
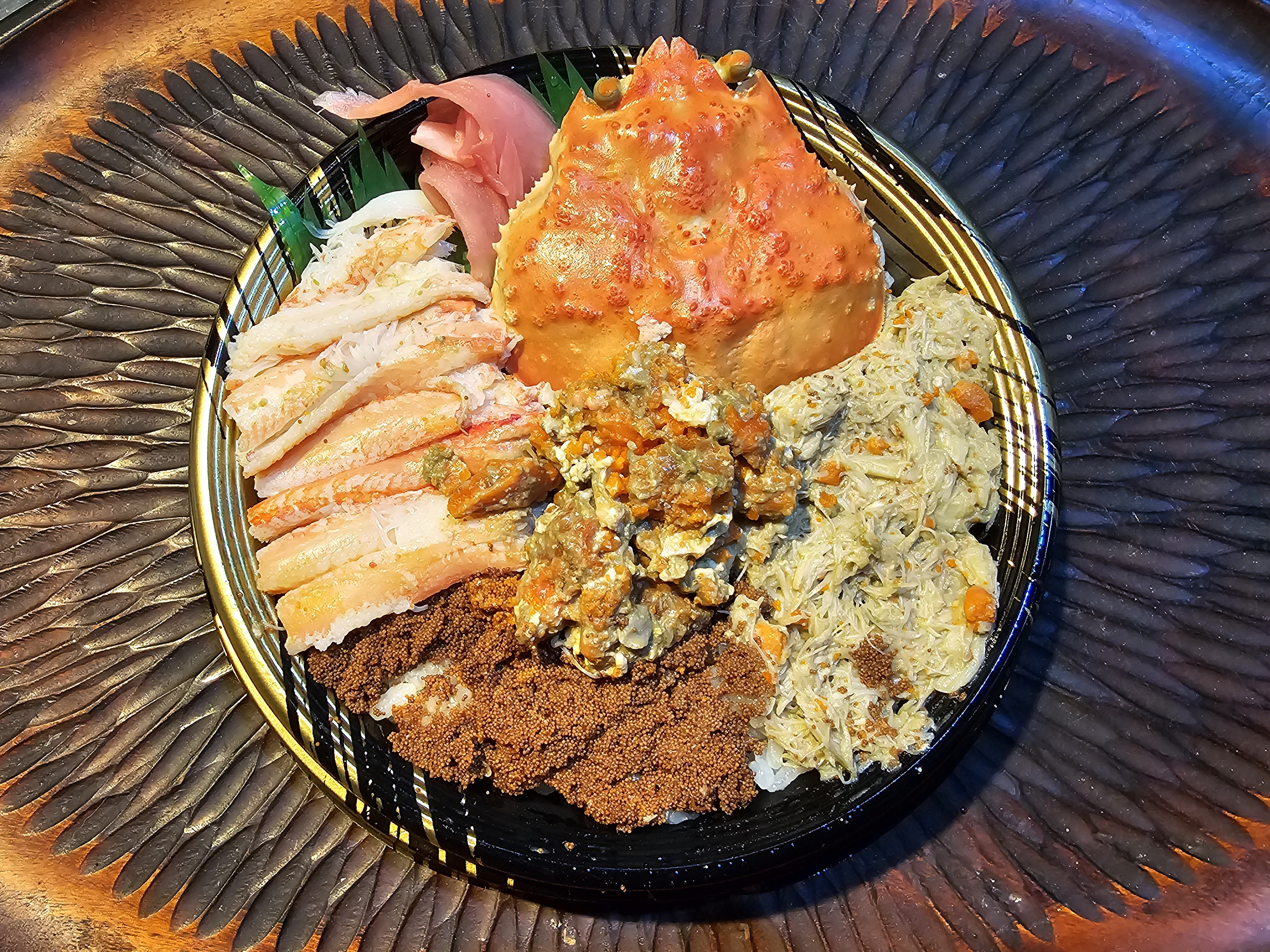
コッペガニ寿司（画像はメスガニ2杯分使用）

## 特産品・地域ブランドとしての活用

### オス（間人ガニ）
かにすきセット
1928年（昭和3年）創業の間人の旅館「昭恋館 よ志のや」の2代目福山勝彦は、間人ガニのフルコースを考案し、2009年（平成21年）にカニ調理で京都府の「現代の名工」に選出された。
そのメニューにある「かにすき」はサバなど6種類の削り節を使った出汁に特徴があり、この出汁とカニ、京丹後産の野菜とコシヒカリをセットに商品化された「京の名工かにすきセット」は、2017年（平成29年）に全国の食品を対象とする「チーム・シェフコンクール」でベスト5に入る審査員特別賞を受賞した。
間人アイス
間人ガニをモチーフとする最中アイス。
京丹後市デザインマンホール
2019年（令和元年）に京丹後市制施行15周年を記念してデザインマンホールが製作された。公募により選ばれたデザインは郷土料理のばらずし、日本海、間人ガニで構成されている。

### メス（コッペガニ）

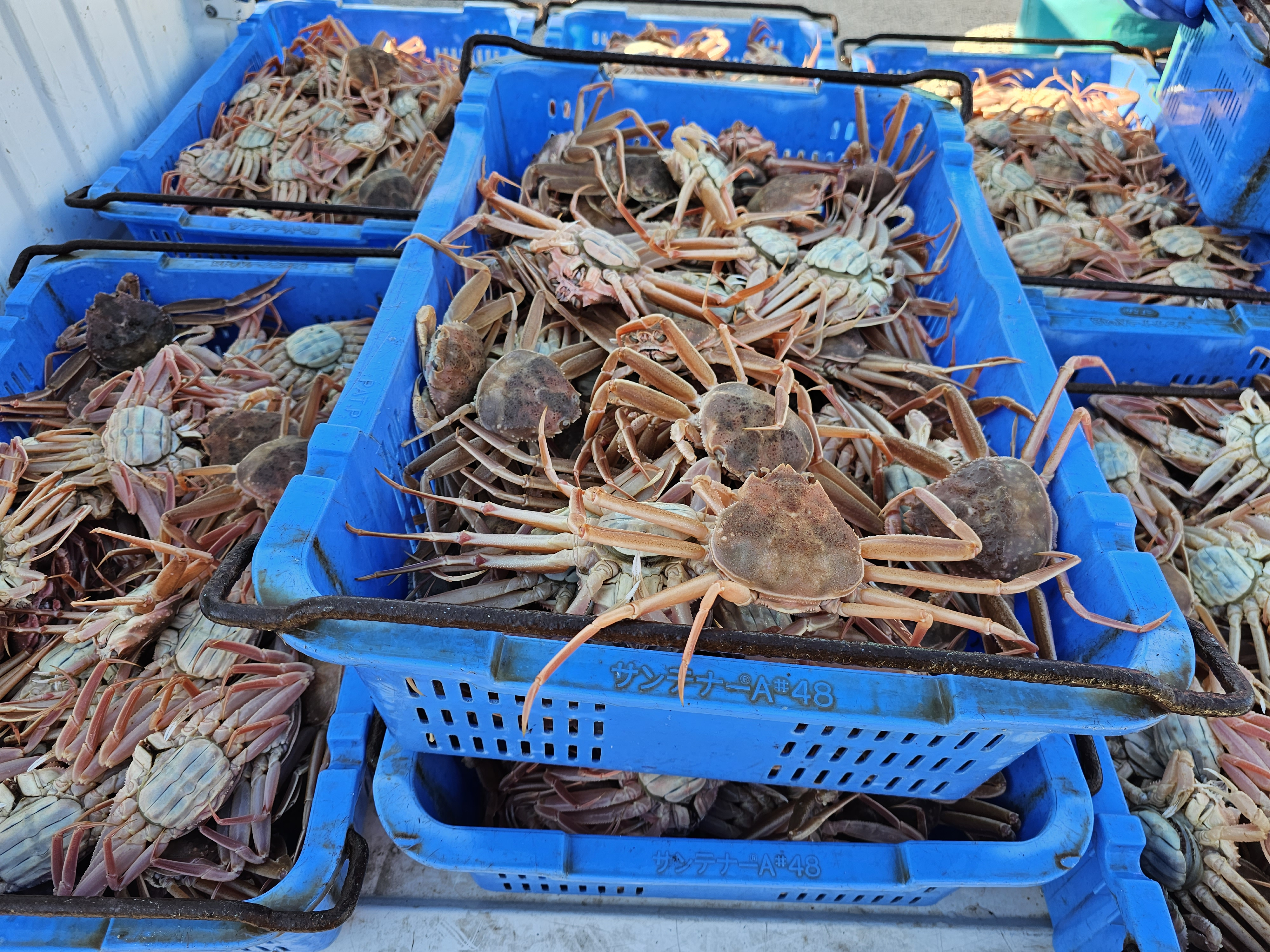
水揚げ直後のコッペガニ

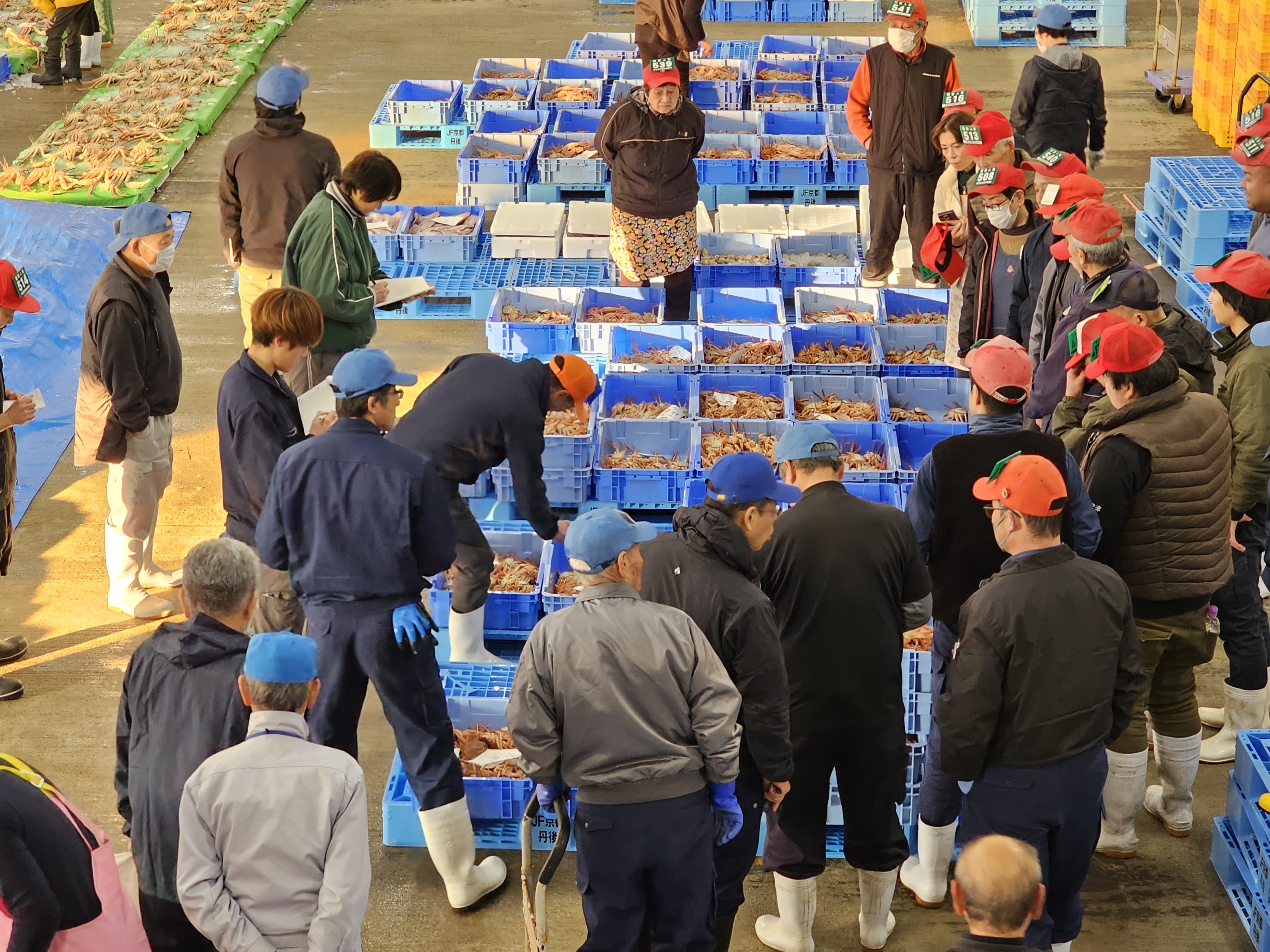
コッペガニの競り

テリーヌ
海産物の加工食品を製造する「天の酒喰（あまのじゃく）」が開発した「セイコ蟹のテリーヌ」が、2016年（平成28年）京都府の6次産業化コンテストで奨励賞を受賞した。コッペガニは、間人ガニより小さく食べにくいことから商品価値が低くみられ、地元でのみ消費されてきた。このメス蟹に付加価値を付ける取り組みで、原材料はメス蟹と琴引浜付近の海水から製塩した「琴引の塩」のみを使用する。
コッぺちゃん
ズワイガニのメスを丹後地域では「コッペガニ」といい、京丹後市のマスコットキャラクターのモチーフに採用されている。カニ漁解禁の11月6日が「誕生日」、趣味は丹後ちりめんなど「機織り」と設定されている。

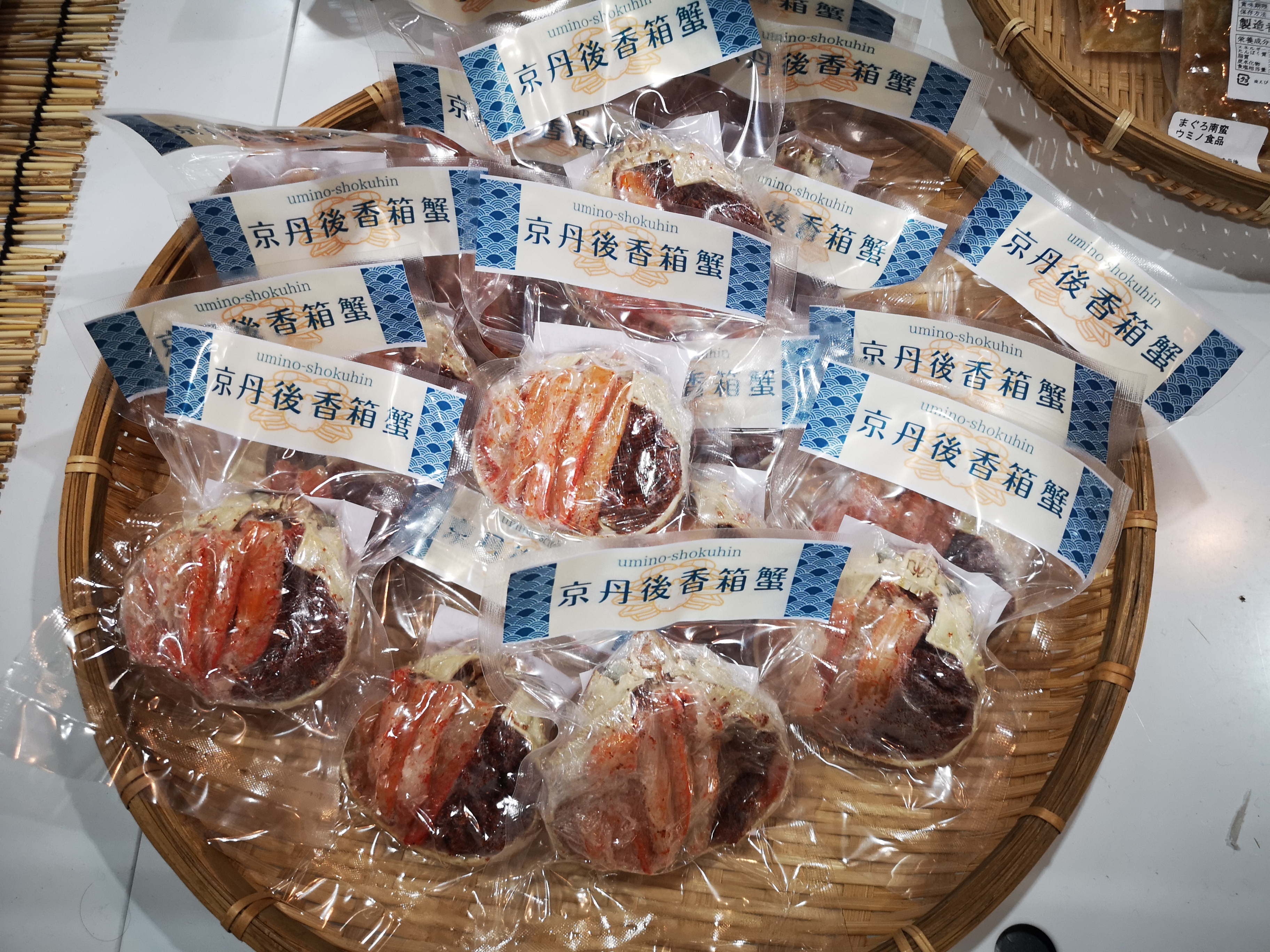
コッペガニの真空パック商品
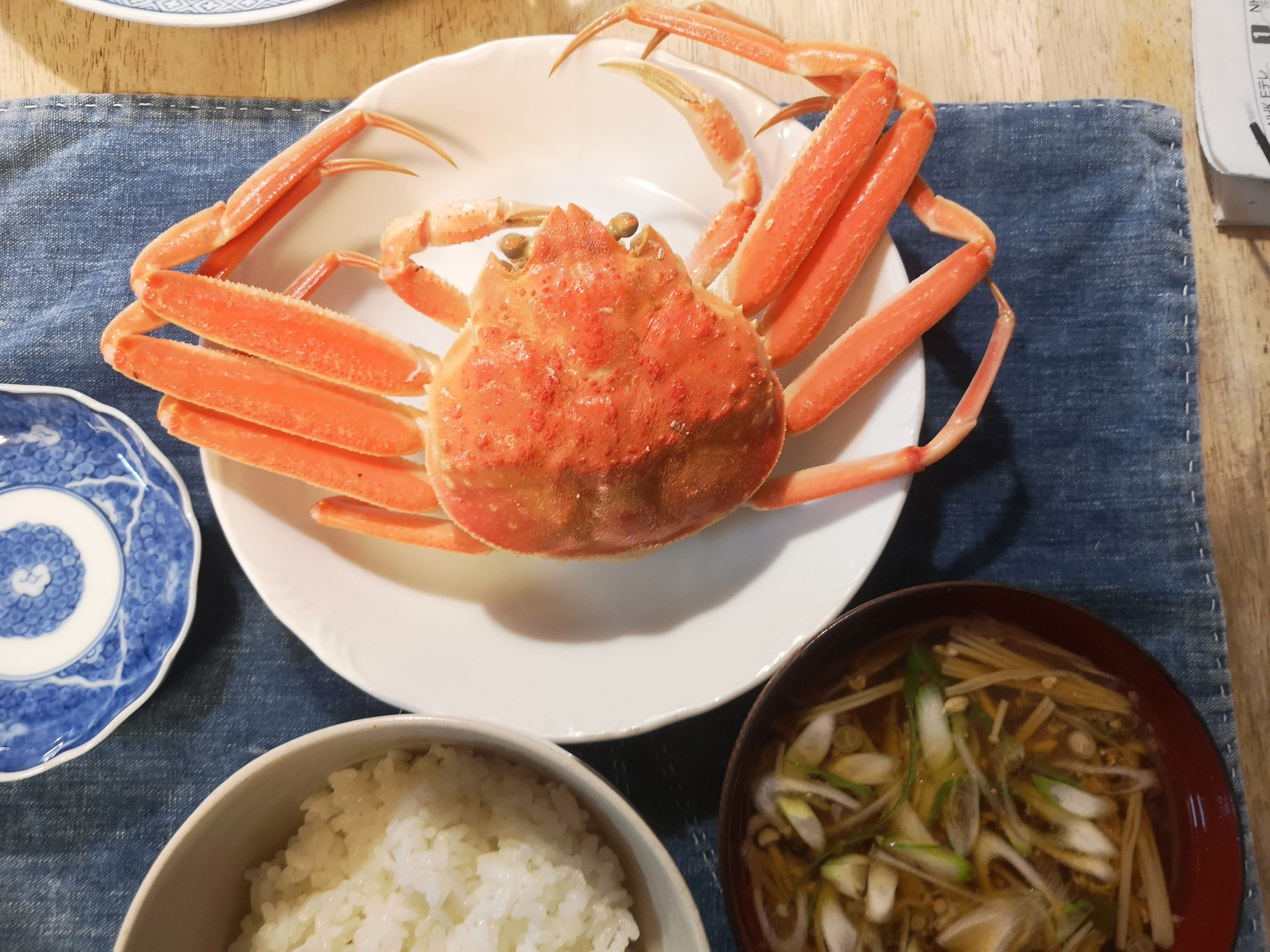
塩ゆでされたコッペガニ
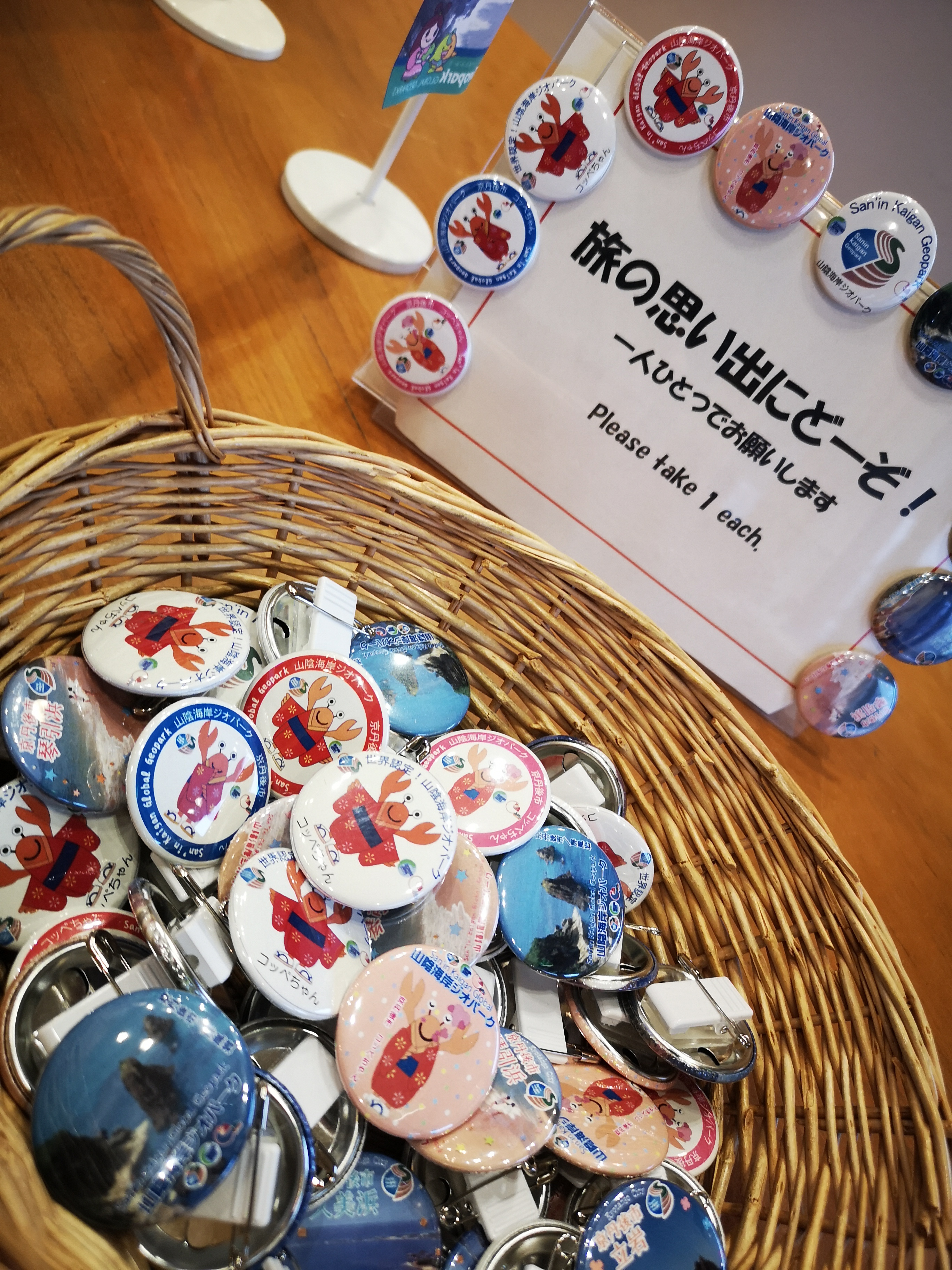
コッペちゃんがデザインされた山陰海岸ジオパーク施設のノベルティ

### カニ殻

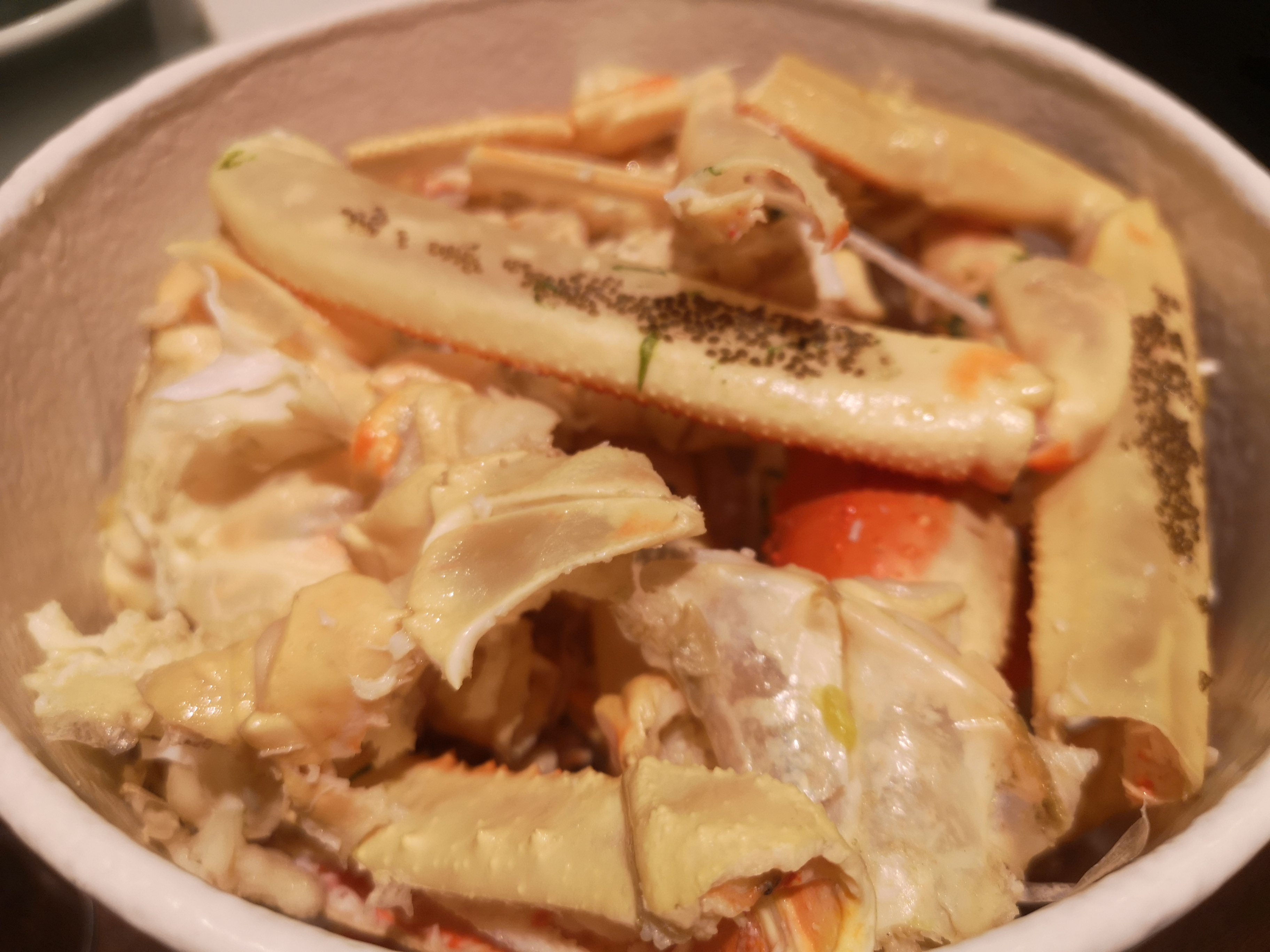
ズワイガニの殻

旅館等では廃棄物として処理されていたカニ殻は、その有効成分キチン・キトサンを健康食品や抗菌作用のある素材開発など、付加価値の高い商品に換える研究が行われてきた。鳥取大学では2008年（平成20年）頃にカニ殻に含まれるキチンから新素材「キチンナノファイバー」の開発に成功、その活用法を研究しており、化粧品や食品添加物としての効能のほか、農業分野においては植物の成長促進や病害抵抗性の向上などの効果が確認されている。
これに先立ち、京丹後市の農業部会では2002年（平成14年）頃から「カニ殻活用研究会」を立ち上げ、肥料に用いる研究を行っている。このカニ殻肥料は防虫・防菌効果が確認されており、メロン、トマト、ナスなどの十数品目の農産物に使用されている。収穫された野菜は地元の旅館などに販売されている。カニ殻を有機肥料とするかわりに化学合成肥料の使用量を削減するなどの農業者の取り組みは、2020年（令和元年）度「近畿地域未来につながる持続可能な農業推進コンクール」において近畿地域環境保全型農業推進連絡会議会長賞の受賞等の評価を受ける。